# Ladrón de Sombras
Ladrón de Sombras es el nombre de tres supervillanos ficticios publicados por DC Comics. El primero es un enemigo recurrente de Hawkman llamado Carl Sands.

## Historial de publicaciones
La versión de Carl Sands del Ladrón de Sombras apareció por primera vez en The Brave and the Bold #36 (julio de 1961) y fue creada por Gardner Fox y Joe Kubert.
La versión de Carl Hammer del Ladrón de Sombras apareció por primera vez en Vigilante #14 (febrero de 1985) y fue creada por Marv Wolfman y Trevor Von Eeden.

## Biografía ficticia

### Carl Sands

#### Versión Pre-Crisis
Carl Sands era un criminal de carrera que realizaba experimentos sobre la proyección de sombras mientras estaba en la cárcel. Debido a que su sombra lo traicionó con un policía mientras robaba la caja fuerte en una tienda por la noche, estaba tratando de hacer que su sombra trabajara para él. Los experimentos le permitieron hacer contacto con un explorador alienígena llamado Thar Dan de la dimensión Xarapion. A cambio de salvar la vida de la criatura, Sands recibió un dispositivo conocido como Dimensiómetro y un par de guantes de ébano que le permiten sostener objetos mientras está en forma de sombra.
Hawkman finalmente lo derrota, pero el Ladrón de Sombras entraría en conflicto con él muchas veces después de eso. Más tarde se convertiría en miembro de la Banda de la Injusticia, que entró en conflicto con Hawkman y sus aliados, la Liga de la Justicia de América. Finalmente, el Phantom Stranger lo despojó permanentemente del Dimensiómetro.

#### Versión Post-Crisis/Post-Hawkworld
Mientras crece en Japón, el estadounidense Carl Sands aprende técnicas de ninjutsu y se convierte en un saboteador industrial poco distinguido, que acepta sumas poco significativas para obstaculizar y eliminar a los rivales de sus clientes.
Su historia previa a la crisis siguió siendo canónica, incluida su breve membresía en Injustice Gang. Sin embargo, en cambio, luchó con los Golden Age Hawks en lugar de Silver Age Katar y Shayera Hol.
Algún tiempo después de perder el cinturón ante Phantom Stranger, el criminal de Thanagaria Byth contrata a Sands para robar la nave de Hawkman y Hawkwoman. Para ayudar a Sands con este trabajo, Byth le da un traje de sombra: un dispositivo de cinturón / "chaleco de sombra" de Thanagarian, que le dio a Sands la capacidad de cambiar su cuerpo a una forma de sombra (basado en el Dimensiómetro de Thar Dan).
El vende su alma a Neron por más poder. El rey demonio le dio a Sands un traje de sombra más poderoso que está teñido de magia y tiene habilidades muy mejoradas para ejecutar planes criminales mayores. Tomando su nuevo poder para dar una vuelta que esparciría el caos y el caos, todo mientras representa un poco de venganza personal que lo pone en conflicto con Flash y Capitán Marvel.
El Ladrón de Sombras se ha convertido en empleado del comerciante de arte de St. Roch, Kristopher Roderic. Sands ha sido enviado a los confines de la Tierra al servicio de los oscuros objetivos de Roderic, y tiene la esperanza de que el coleccionista sin escrúpulos lo ayude con un problema propio. 
Durante los eventos de Identity Crisis, Ladrón de Sombras se volvió loco y comenzó a tener conversaciones delirantes con el Dimensiómetro. Terminó matando a Firestorm con la espada místicamente mejorada de Shining Knight, por lo que fue procesado por Kate Spencer (también conocida como Manhunter IX).
Ladrón de Sombras apareció más tarde como miembro de la Liga de la Injusticia, y fue uno de los villanos que aparecen en Salvation Run.
El es miembro de la Sociedad Secreta de Super Villanos de Libra.
Más tarde une fuerzas con Starbreaker y usa el poder del sistema de teletransportación "Shadowslide" de Shadow Cabinet para aumentar temporalmente sus propios poderes.
La prisión solo lo detiene temporalmente mientras usa las sombras creadas por el interior de su boca para escapar cegando y amortiguando a la Doctora Luz cuando ella viene a interrogarlo. Finalmente, es derrotado por Luz y queda impotente después de que Firestorm usa sus poderes para sellar su boca, evitando así que conjure sombras dentro de su cuerpo.
Durante los eventos de Brightest Day, la entidad cósmica conocida como Starheart comienza a tomar el control de los metahumanos que poseen habilidades mágicas o elementales. Los miembros de JSA Lightning y Mister America son enviados a Alcatraz para ver cómo está Sands y lo encuentran balbuceando en el suelo de su celda en posición fetal, enloquecido por el poder de Starheart.

#### DC Renacimiento
En "DC Rebirth", aparece la versión Prima-Tierra de Carl Sands. Era una amenaza de bajo nivel para Hawkman que utiliza el Shadow Vest que le permite moverse a través de objetos sólidos. Ladrón de Sombras se reunió con el holograma de Apex Lex (una versión humana/marciana de Lex Luthor) quien se ofreció a actualizar su Shadow Vest de forma gratuita para que no solo le permitiera imitar sombras, sino también controlarlas. El Ladrón de Sombras aceptó, ya que sería útil para luchar contra Hawkman. Para apuntar a Hawkman y también convertirse en el "maestro de la oscuridad", el Ladrón de Sombras comenzó a apuntar a Shade. Cuando el Ladrón de Sombras roba la sombra de Hawkman, Hawkman tuvo que trabajar con Shade para localizar al Ladrón de Sombras. Conociendo el complot del Ladrón de Sombras, Shade llevó a Hawkman a una habitación llena de luz que evitaría la entrada de sombras. El Ladrón de Sombras solo irrumpió en la habitación usando la sombra de la boca de Shade. Luego robó la sombra de Shade y huyó a las Tierras Sombrías. Cuando Hawkman y Shade entraron en las Tierras Sombrías, el Ladrón de Sombras desató a sus secuaces sombríos sobre ellos. Hawkman logró sobrevivir a los ataques.

### Carl Hammer
El segundo Ladrón de Sombras es un hombre afroamericano conocido como "Carl Hammer". Hammer afirma que pagó más de un millón de dólares para que le hicieran el traje.

### Aviva Metula
En el reinicio de The New 52, se presentó un Ladrón de Sombras femenino.
En la historia de origen de Stargirl, un Ladrón de Sombras estaba tomando rehenes para dibujar un superhéroe. Se las arregló para derrotar al Ladrón de Sombras. Cuando Stargirl regresó a casa, descubrió que el Ladrón de Sombras llegó primero, mató a su hermano e hirió a Barbara y Ted. Stargirl usó este trauma para convertirse en una mejor superheroína.
Durante la historia de Forever Evil, se revela que esta versión del Ladrón de Sombras es un exagente del Mossad llamada Aviva Metula. Metula usa una armadura llamada Shadow Skin que le otorga poderes. Se convirtió en el Ladrón de Sombras para matar a los invasores alienígenas, lo que la convirtió en una enemiga peligrosa para Hawkman. Cuando Steve Trevor se dirige a la Casa Blanca para encontrar al presidente, se encuentra con el Ladrón de Sombras, Deathstroke y Copperhead.

## Poderes y habilidades
Carl Sands usa un Dimensiómetro, tecnología Thanagariana que le permite transformarse en un estado intangible similar a una sombra. Mientras el chaleco está activado, puede moverse rápida y silenciosamente a través de la mayoría de las superficies y materiales, mientras permanece impermeable al contacto físico y al ataque. Se desconocen los efectos secundarios a largo plazo del uso prolongado del chaleco, aunque antes de Crisis on Infinite Earths, se afirmó que el uso excesivo del traje aceleraría el clima de la Tierra hacia una era de hielo.
Ladrón de Sombras luego vendería su alma a Neron por equipo aumentado. Ahora, a su traje, al igual que a él, se le habían otorgado habilidades mágicas que le permitían convertir objetos y personas en un material sombrío sin fundamento (un proceso que era inconcebiblemente doloroso para los seres vivos), mientras también se transportaba a través de las sombras.
Las habilidades de Carl aumentarían aún más cuando Starbreaker le dé el poder de sacar fuerza de la oscuridad interior. Ahora que ya no necesita el traje de sombra para utilizar sus poderes, Sands puede literalmente aprovechar la ausencia de luz que se encuentra a su alrededor, lo que permite la manifestación de fotones agotados para formar construcciones que van desde armas hasta planetoides, creando portales hacia y desde diferentes lugares. (posiblemente incluso a través de las dimensiones) e incluso convertir las sombras de sus oponentes en duplicados vivos de sí mismos, todos con las mismas habilidades.
El traje de sombra que Carl Hammer había construido solo le permitía volverse invisible en las sombras; no lo hizo intangible.
Shadow Skin proporciona a Aviva Metula intangibilidad, teletransportación, vuelo y cambio de forma limitado, lo que le permite convertir sus brazos en armas. También es una artista marcial entrenada.

## Otras versiones

### JLA: Otro clavo
El Ladrón de Sombras hizo una aparición en JLA: Another Nail de Elseworlds. Obtuvo sus habilidades de la tecnología xaraponiana. Estaba siendo perseguido por Hawkwoman y Zatanna. Abre un portal a Xarapon para escapar, pero aparentemente fue destruido cuando el portal se vio afectado por las interrupciones temporales.

### Kingdom Come
En el número 2 de la miniserie Kingdom Come de DC Comics de 1996 de Alex Ross y Mark Waid, aparece una sombra entre Obsidian y Lightning en un bar metahumano, en la página 26 del primer panel. Se supone que es el Ladrón de Sombras.

### Flashpoint
En la línea de tiempo alternativa del evento Flashpoint, el Ladrón de Sombras está encarcelado en la prisión militar Doom. Durante la fuga de la prisión, el oficial penitenciario Amazo deja inconsciente al Ladrón de Sombras.

## En otros medios

### Televisión
- Ladrón de Sombras aparece en el episodio de Superman, "Night of the Living Shadows". Esta versión es McFarlane, que vive en Suicide Slum de Metropolis y usa un traje diseñado por LexCorp para cometer crímenes.
- Ladrón de Sombras aparece en Liga de la Justicia Ilimitada, con la voz de James Remar. Esta versión es la manifestación física de la oscuridad interior de Carter Hall. Presentado en el episodio "Shadow of the Hawk", manipula a Hall y Hawkgirl para que desentierren una tumba egipcia que contiene tecnología de Thanagarian. A pesar de ser frustrado por ellos y Batman, logra escapar con éxito. En el episodio "Historia antigua", el Ladrón de Sombras intenta matar a Green Lantern para tener a Hawkgirl solo para él, solo para ser derrotado y reabsorbido por Hall.
- La encarnación de Carl Sands del Ladrón de Sombras aparece en el episodio de The Batman, "What Goes Up...", con la voz de Diedrich Bader. Esta versión trabaja para Máscara Negra.
- La encarnación Aviva Metula del Ladrón de Sombras aparece en el episodio de Arrow, "Lost Canary", interpretada por Carmel Amit. Esta versión es socia de Black Siren y Ricardo Díaz.

### Varios
- La encarnación de Justice League Unlimited del Ladrón de Sombras aparece en un flashback en Justice League Beyond.[26][27] Después de escapar de Hall, busca vengarse de Green Lantern asesinando a su prometida, Vixen. En represalia, Green Lantern trabaja con Hawkgirl y Adam Strange para encontrar al Ladrón de Sombras, a quien luego mata y deja para que las bestias alienígenas se lo coman.
- Ladrón de Sombras hace un cameo en el número 9 de All-New Batman: The Brave and the Bold.